# Heldon
Heldon ist eine französische Electronic und Progressive-Rock-Band.
Die Gruppe ist ein Projekt des bei Jean-François Lyotard in Philosophie promovierten Musikers Richard Pinhas (* 1951), der die Musik anderer Projekte als Schizo und unter seinem eigenen Namen veröffentlicht. Elektronische Musik in der Tradition von Tangerine Dream verschmilzt in der Musik Heldons mit Elementen des Progressive Rock zu einer eigenen Mischung, in der Einflüsse von Robert Fripp und Brian Eno ebenso zu erkennen sind wie solche von Philip Glass.
Der Name des Projekts stammt aus dem Roman Der stählerne Traum von Norman Spinrad. Der in Frankreich lebende US-amerikanische Autor wirkte später auch bei Aufnahmen der Gruppe mit, ebenso wie Gilles Deleuze, bei dem Pinhas studiert hatte, und Maurice Georges Dantec. Zu den zahlreichen Gastmusikern, die auf den Heldon-Platten zu hören sind, gehören Mitglieder von Magma und der Post-Rock-Formation Ulan Bator.

## Diskografie
- 1974: Electronique Guérilla
- 1974: Allez Teia
- 1975: It's Always Rock and Roll
- 1976: Agneta Nilsson
- 1976: Un Rêve Sans Conséquence Spéciale
- 1977: Interface
- 1979: Stand By
- 1983: Perspective (als Richard Pinhas Heldon)
- 2001: Only Chaos is Real
- 2022: Antelast
- 2024: Le Plan